# Ulf Björlin
Mats Ulf Stefan Björlin, född 21 maj 1933 i Stockholm, död 23 oktober 1993 i Palm Beach, Florida, USA, var en svensk kompositör, dirigent och arrangör

## Biografi
Ulf Björlin var son till major Mats Björlin och Karin, född von Schéele. Han studerade piano privat för Tor Ahlberg och musikteori för Valdemar Söderholm, båda i Stockholm som ung. Som 19-åring dirigering för Igor Markevitch i Salzburg. Senare studerade han tre år vid Conservatoire de Paris, där han hade Nadia Boulanger som lärare i musikteori, komposition och ackompanjemang. Efter värnplikten arbetade han en tid som repetitör vid Operan samt två år som lärare i musikteori vid Malmö musikkonservatorium. Björlin var musikchef på Dramaten under stor del av 60-talet. Bland annat samarbetade han där med Ingmar Bergman. Han hade även gjort musiken till Alf Sjöbergs uppsättning av Georges Schehadés Resan på Dramaten 1962.
Han anställdes 1962 som musikproducent på Sveriges Radio i Stockholm. Han skrev musik till en rad filmer. Störst spridning har hans filmmusik fått genom miniserien och långfilmerna om Saltkråkan av Astrid Lindgren. Tillsammans med Sven-Bertil Taube producerade han ett flertal LP-skivor med Bellman-tolkningar, Evert Taube och Ulf Peder Olrog-visor. Samarbetet resulterade i att de fick dela Evert Taube-stipendiet 1975. Han tilldelades Fritz Gustaf Grafström-stipendiet 1961.
Björlin var gift första gången 1957–1977 med koreografen Mercedes Björlin (född Lampert, 1928–2009). I detta äktenskap blev han far till Henrik Björlin och Fredrik Björlin. Han gifte sig andra gången 1978 med Farkhondeh "Fary" Dadashi Björlin (född 1949), med vilken han fick två söner, Ulf Björlin J:r och Jean-Paul Björlin samt dottern Nadia Björlin. Han adopterade även Fary Björlins tidigare barn, Katja Salén, Kaj Björlin och Kamilla Björlin. Han är begravd på Stockholms norra begravningsplats.
I doktorsavhandlingen Ulf Björlin – dirigenten, kompositören, arrangören kartläggs Björlins olika verksamheter. Från det att Björlin började komponera för talteater och tonsätta dikter i början av 1960-talet fanns ett ständigt växelbruk mellan konst- och populärmusik i hans kompositioner. Detta växelbruk återfinns också i flera av hans visarrangemang som i gengäld ofta har en konstmusikalisk doft.

## Filmmusik
- 1963 – Kurragömma
- 1963 – Ole dole doff
- 1964 – Vi på Saltkråkan
- 1964 – Tjorven, Båtsman och Moses
- 1965 – Ateljé Mia
- 1965 – Herr Dardanell och hans upptåg på landet
- 1965 – Tjorven och Skrållan
- 1965 – Tills. med Gunilla månd. kväll o. tisd.
- 1966 – Syskonbädd 1782
- 1966 – Tjorven och Mysak
- 1967 – Elvira Madigan
- 1968 – Lejonsommar
- 1969 – Bokhandlaren som slutade bada
- 1969 – Ni ljuger
- 1970 – Tintomara
- 1970 – Ministern
- 1977 – Så går det till på Saltkråkan